# Pica-soques capbrú
El pica-soques capbrú (Sitta pusilla) és un ocell de la família dels sítids (Sittidae).

## Hàbitat i distribució
Habita els boscos de pins i bosc mixt del sud-est dels Estats Units des del sud-est d'Oklahoma, centre d'Arkansas, zona nord dels Estats del Golf, nord de Geòrgia, extrem est de Tennessee, oest de Carolina del Nord, sud i est de Virgínia, sud de Maryland i sud de Delaware cap al sud fins l'est de Texas, costa del golf, sud de Florida i l'Illa Grand Bahama.

## Taxonomia
Alguns autors consideren la població de la Grand Bahama una espècie de ple dret:
- Sitta insularis Bond, J, 1931 - pica-soques de les Bahames[3]